# بحيرة سيلفر (مقاطعة كلينتون-نيويورك)
بحيرة سيلفر هي بحيرة تقع في مقاطعة كلينتون بنيويورك في منتزة أديرونداك بارك، تقع بحيره جبل سيلفر وهوك في نيويورك على الشواطئ الشمالية الشرقية للبحيرة. تحتوي الشواطئ الشمالية والشرقية للبحيرة على العديد من المخيمات الخاصة، في حين أن الشواطئ الجنوبية والغربية محمية غابات.